# Леві Мадінда
Леві́ Клема́н Мадінда́ (нар. 11 червня 1992, Лібревіль, Габон) — габонський футболіст, півзахисник футбольної команди «Сельта».

## Життєпис
Кар'єру розпочав у місцевій команді «Стад Манджі», за яку відіграв 10 матчів. У жовтні 2010 року після того, як Леві помітили скаути «Сельти» на одному футбольному турнірі в Буркіна-Фасо він переїхав до Іспанії, попередньо уклавши угоду на 5 років. Грати розпочав за резервну команду, за яку відіграв 2 повноцінних сезони.
31 жовтня 2012 провів свій перший виступ за основну команду, відігравши всі 90 хвилин у грі за Кубок Іспанії проти «Альмерії». У Ла Лізі вперше виступив наступного року, вийшовши на заміну у грі проти «Барселони».
У січні 2016 року був відданий в оренду в клуб Сегунди «Хімнастік» (Таррагона), а по завершенні сезону термін оренди був продовжений ще на рік.

### У збірній
У складі збірної Габону півзахисник дебютував у 2011 році в товариській зустрічі зі збірною Португалії. У складі молодіжної збірної Габону Леві став переможцем чемпіонату Африки 2011 (U-23) і завоював путівку на Олімпіаду в Лондон.
Мадінда був включений в заявку збірної на домашній Кубок африканських націй 2012. На турнірі Леві взяв участь у всіх чотирьох поєдинках своєї команди, яка поступилася у чвертьфіналі малійцям в серії пенальті.
4 липня 2012 року півзахисник був заявлений для участі в Олімпійських іграх. У Лондоні Леві взяв участь у всіх трьох іграх збірної, яка не змогла подолати груповий етап.
14 листопада 2012 року в товариській зустрічі зі збірної Португалії півзахисник відзначився своїм першим забитим м'ячем, який забив з пенальті на 33 хвилині матчу.
В січні 2015 року Мадінда увійшов в остаточний склад збірної Габону на Кубок африканських націй 2015. На африканській першості Леві зіграв у трьох матчах групового етапу.

## Титули і досягнення
- Чемпіон Африки (U-23): 2011